# 索南坚赞
索南坚赞（藏語：བསོད་ནམས་རྒྱལ་མཚན，威利转写：bSod Nams rGyal mTshan，THL：Sönam Gyaltsen，1312年—1375年），又称萨迦巴索南坚赞，元朝藏族萨迦派僧人，第十四代萨迦法王。达尼钦波桑波贝之子，母为夏鲁万户长之女玛久宣本。
索南坚赞出生于夏鲁康赛，八岁开始涉猎佛经，16岁跟随贝甸僧格、索南查巴出家，名为索南坚赞贝桑波，师从于布顿仁钦珠、杰赛托梅桑波、邦洛罗垂丹巴。著作许多因明学、般若学著作。最负盛名的著作是西藏史《王统世系明鉴》即《西藏王统记》。在桑耶寺写成。有18品104页。包括佛教起源和印度王系，重点是吐蕃王朝世系，对松赞干布、赤德松赞、赤祖德赞有详细记述。索南坚赞于元顺帝至正五年（1345年）起任萨迦寺法座3年。藏历第六绕迥之木兔年（明太祖洪武八年，1375年）六月索南坚赞在桑耶寺圆寂。